# Norbanus acuminatus
Norbanus acuminatus is een vliesvleugelig insect uit de familie Pteromalidae. De wetenschappelijke naam is voor het eerst geldig gepubliceerd in 1961 door Dutt & Ferrière.